# Barrancas (kommun)
Barrancas är en kommun i Colombia.   Den ligger i departementet La Guajira, i den norra delen av landet, 700 km norr om huvudstaden Bogotá. Antalet invånare är 26 329. Arean är 1 060 kvadratkilometer.
Terrängen i Barrancas är bergig söderut, men norrut är den kuperad.